# Tempos Modernos (trilha sonora)
Tempos Modernos é uma telenovela brasileira produzida pela Rede Globo, cuja exibição ocorreu entre 11 de janeiro e 16 de julho de 2010, totalizando 161 capítulos. Idealizada por Bosco Brasil, foi escrita pelo próprio com a colaboração de Maria Elisa Berredo, Mário Teixeira, Izabel de Oliveira e Patrícia Moretzsohn, sob a supervisão de texto de Aguinaldo Silva. Sua direção ficou a cargo de Paulo Silvestrini, Carlo Milani e Luciana Oliveira, e a direção-geral recaiu a José Luiz Villamarim. Listam-se neste anexo os lançamentos discográficos da telenovela.
O tema de abertura da telenovela, "Cérebro eletrônico", é interpretado pela cantora Myllena. A trilha sonora nacional conta ainda como Ana Carolina, por "10 Minutos", Caetano Veloso, por "Vete de mi", e Cláudia Leitte, por "Paixão". Tais canções foram incluídas em um álbum lançado paralelamente ao folhetim em formato de Compact Disc, cuja produção recaiu à Som Livre. A mesma gravadora também lançou uma trilha sonora internacional, que contou com Queen, por "Crazy Little Thing Called Love", 30 Seconds to Mars, por "Kings and Queens", e Coldplay, por "Strawberry Swing". Na capa do disco nacional, eram estampados Fernanda Vasconcellos e Thiago Rodrigues, enquanto que, no internacional, Grazi Massafera estava presente.

## Lançamentos

### Nacional
| N.º | Título                                           | Música            | Duração |  |
| 1.  | "10 Minutos (Dimmi Perché)"                      | Ana Carolina      | 03:44   |  |
| 2.  | "Tudo Sobre Você"                                | Zélia Duncan      | 03:32   |  |
| 3.  | "Almas Gêmeas" (com a participação de Moska)     | Ana Costa         | 03:24   |  |
| 4.  | "Capital do Tempo"                               | Mart'nália        | 02:25   |  |
| 5.  | "Vete de Mi"                                     | Caetano Veloso    | 02:37   |  |
| 6.  | "Magrelinha"                                     | Luiz Melodia      | 02:06   |  |
| 7.  | "Encantada (Bewitched, Bothered and Bewildered)" | Maria Rita        | 06:05   |  |
| 8.  | "Cérebro Eletrônico"                             | Myllena           | 03:04   |  |
| 9.  | "Até Quando Esperar"                             | Plebe Rude        | 04:28   |  |
| 10. | "O segundo Sol"                                  | Cássia Eller      | 04:13   |  |
| 11. | "Paixão"                                         | Claudia Leitte    | 03:03   |  |
| 12. | "Se Tudo Pode Acontecer"                         | Wanderléa         | 03:46   |  |
| 13. | "Aula de Matemática"                             | Dhi Ribeiro       | 04:10   |  |
| 14. | "Segredo"                                        | Ney Matogrosso    | 04:32   |  |
| 15. | "A Última Nau"                                   | Zé Ramalho        | 03:36   |  |
| 16. | "Invejoso"                                       | Arnaldo Antunes   | 05:02   |  |
| 17. | "O Sonho (Moon Dreams)"                          | Flora Purim       | 06:39   |  |
| 18. | "Amores do Metrô"                                | Demônios da Garoa | 03:01   |  |

### Internacional
| N.º | Título                                              | Música             | Duração |  |
| 1.  | "Crazy Little Thing Called Love"                    | Queen              | 02:43   |  |
| 2.  | "Looking for Paradise" (Feat.: Alicia Keys)         | Alejandro Sanz     | 04:31   |  |
| 3.  | "Stone Cold Sober"                                  | Paloma Faith       | 02:54   |  |
| 4.  | "Strawberry Swing"                                  | Coldplay           | 04:09   |  |
| 5.  | "Run"                                               | Snow Patrol        | 05:56   |  |
| 6.  | "Kings and Queens"                                  | 30 Seconds To Mars | 05:47   |  |
| 7.  | "Boys Don´T Cry"                                    | Jay Vaquer         | 03:05   |  |
| 8.  | "Rocket Man"                                        | John Kip           | 03:28   |  |
| 9.  | "Trust Me"                                          | Xandra Joplin      | 03:15   |  |
| 10. | "Light My Fire"                                     | Exílio             | 03:12   |  |
| 11. | "Smile"                                             | Silvia Machete     | 02:55   |  |
| 12. | "Like a Lover (O Cantador)" (Feat.: Fernanda Takai) | Renato Russo       | 04:21   |  |
| 13. | "F... Comme Femme"                                  | Marysa Alfaia      | 05:02   |  |